# Nicole Duclos
Nicole Duclos (dekliški priimek Salavert), francoska atletinja, * 15. avgust 1947, Périgueux, Francija.
Nastopila je na olimpijskih igrah leta 1968 ter dosegla četrto mesto v štafeti 4×400 m in uvrstitev v polfinale teka na 400 m. Na evropskem prvenstvu leta 1969 je osvojila naslov prvakinje v teku na 400 m in podprvakinje v štafeti 4×400 m, na evropskih dvoranskih prvenstvih pa zlato medaljo v štafeti na 2000 m ter srebrno in bronasto medaljo v štafeti 4x360 m.